# Eugène Médard
Eugène Médard, né le 16 octobre 1847 à Paris et mort le 24 juillet 1887 à Vanves, est un peintre français.

## Biographie
Eugène Isidore Médard est le fils d'Étienne Joseph Médard, dessinateur, et de Virginie Alexandrine Joannis.
Il est élève de Jean-Léon Gérôme, Léon Cogniet et Sébastien Cornu.
Luttant sur les barricades durant la guerre de 1870, il contracte une maladie qui ne cesse de le ronger.
Marqué par les combats, il se spécialise dans les scènes de vie militaire.
Il remporte le premier second grand prix de Rome en 1872.
Il obtient une médaille de 3e classe en 1879, puis de seconde classe au Salon de 1886 pour sa Retraite de Buzenval.
Il meurt le 24 juillet 1887 à Vanves.

Œuvres d'Eugène Médard
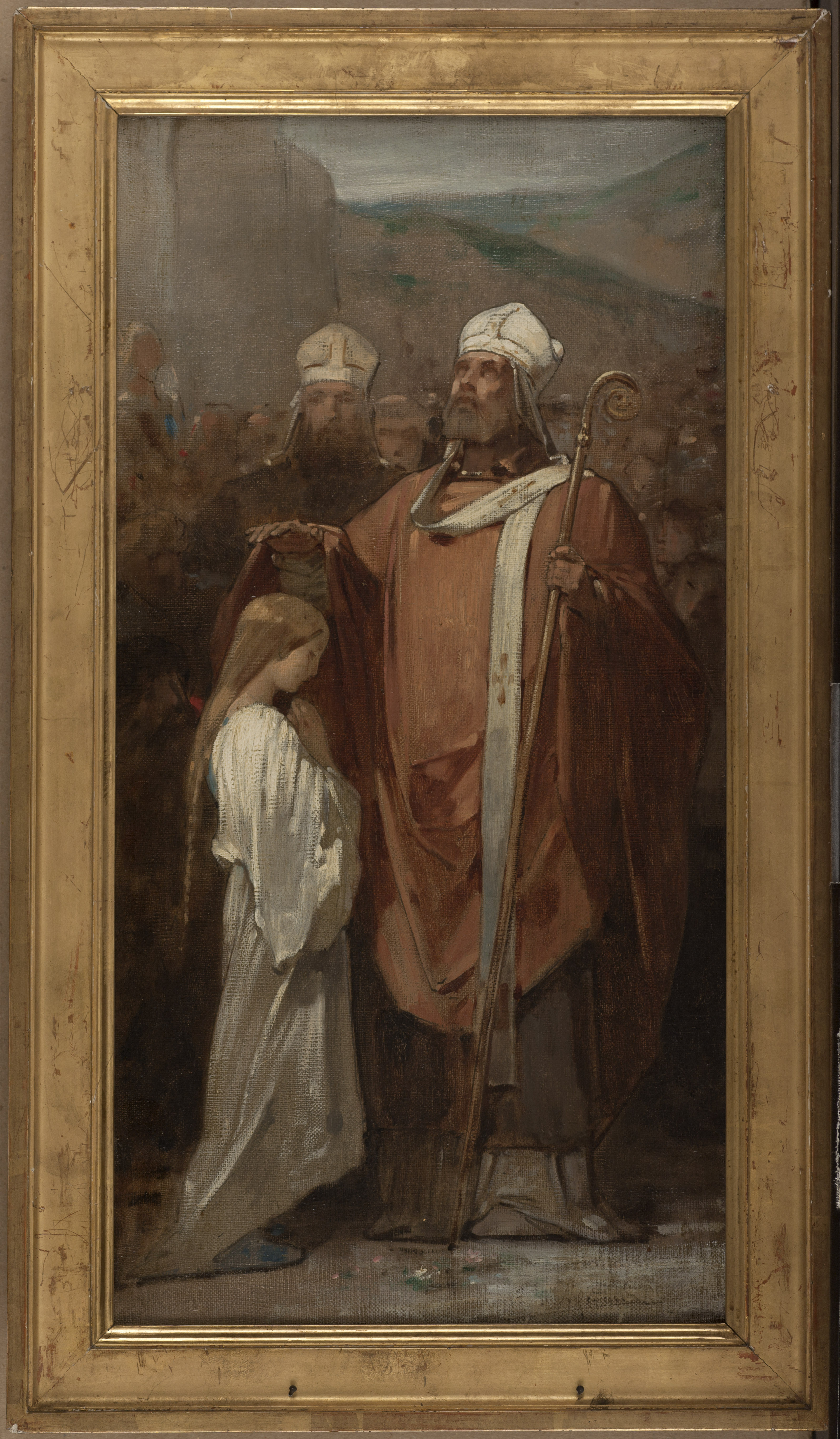
Esquisse pour l'église de Fontenay-sous-Bois. La Consécration de sainte Geneviève (1874), Paris, Petit Palais.
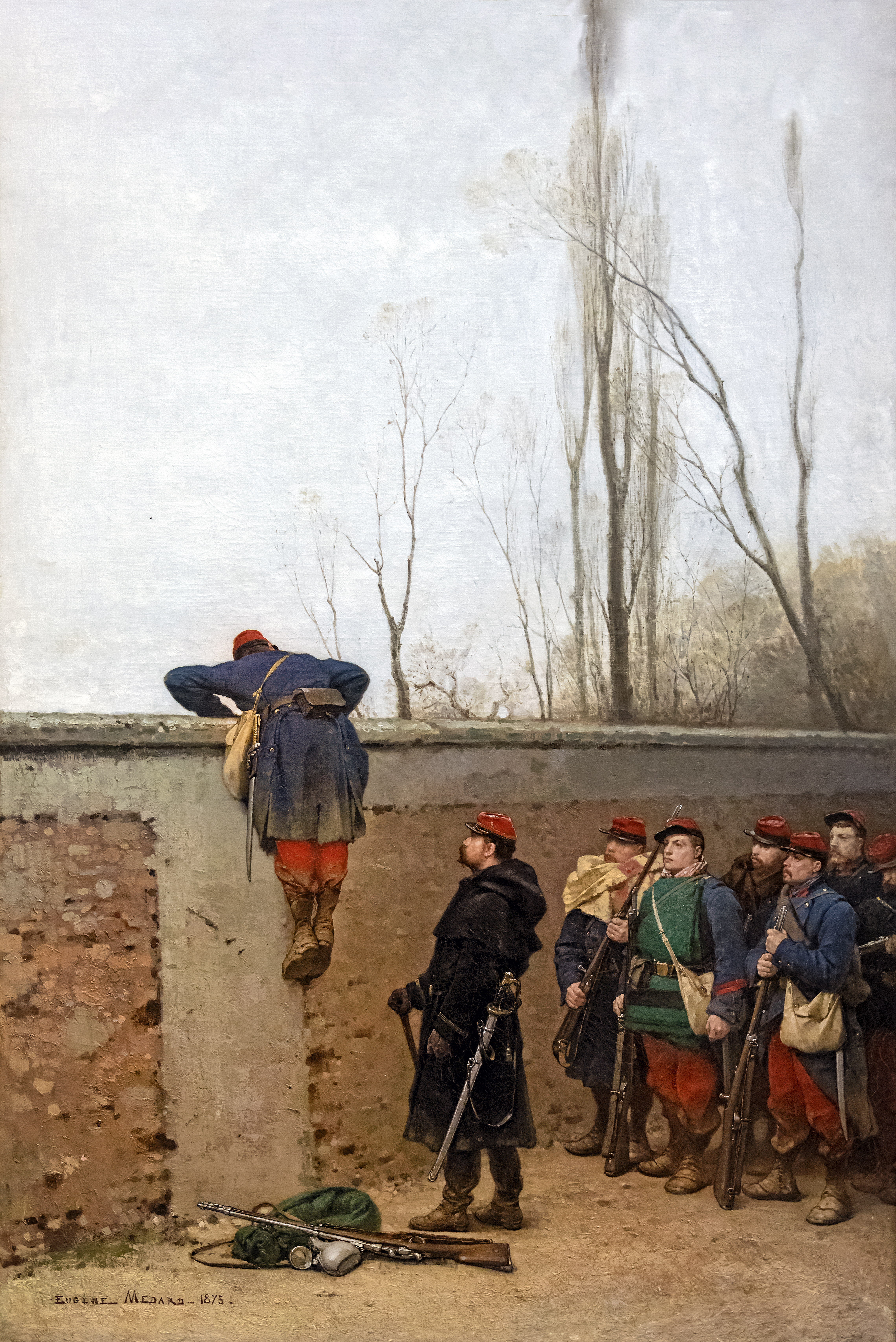
En éclaireurs (1875), musée des Beaux-Arts de Carcassonne.